# 东莱银行济南分行
东莱银行济南分行为东莱银行在济南的分支机构，其旧址可能位于中国山东省济南市市中区经三路89号。

## 历史
东莱银行济南分行开设于1918年3月，行址初设于经二路纬六路路口，海阳人于耀西任经理。1919年开设城内办事处。东莱银行济南分行为济南银行公会最早的9个会员之一。1922年5月，经理于耀西当选济南商埠商会副会长，1924年5月当选为会长，另任山东省商会联合会会长。1925年张宗昌任山东省军务督办后，为筹措军饷，发行山东临时军用票，并限制军用票与硬通货的兑换。当年9月，济南东莱银行被怀疑买卖现洋，被军警搜查，发现藏有200万银元，因此受罚。
张宗昌督鲁期间曾多次向东莱银行、中国银行、交通银行等行借款。1926年初夏，济南东莱银行被张宗昌要求借款8万元、端午节前交清，经理于耀西因不情愿借款而得罪了张宗昌。张宗昌致东莱银行董事长刘子山手札，以擅改决议、唆使副经理违规经营为由要求停职并限期交代行务，于耀西为躲避风波逃往青岛，最终因张宗昌与刘子山有交情而未再彻查此事。
1929年，济行经理于耀西因在日军占领济南期间有汉奸嫌疑，被山东省政府逮捕，其经理一职亦被免去。1937年抗战爆发后，刘子山要求东莱银行各行紧缩业务，不与日本人合作。济南分行时任经理陶骏南曾赴天津面见刘子山，称银行经营日益艰难，若再不改变策略、与日本人合作，会有重大风险，而刘子山表示不会改变主意，并在陶骏南离开后将其免职，由副理曹丹庭接任。抗战期间，济南东莱银行曾被山东治安军27团勒索汽车两辆。
1946年初，刘子山次子刘舟之任济行副经理。1948年6月，因济行被查获超额透支，经理曹丹庭被解职。同年9月，济南解放后，济行经军管会调查，于10月11日被允许继续营业，但据曹丹庭1949年赴上海参与刘子山夫人焦氏生日宴席时称，济南分行因与上海总行失去联系，并未立即复业。1950年代初，东莱银行各行均被并入国有银行。
今经三路89号（经三路纬三路路口东北角）建筑被认为是东莱银行济南分行旧址，1949年后曾为市中区办公用房，后来产权曾属中国工商银行，后曾为济南市公安局交警支队某部驻地。其院内曾挖掘出“东莱银行”石匾一块，但因资料记载东莱银行济南分行在经二路纬六路路口，此处建筑早期历史存疑。2013年12月20日，该建筑以“经三路89号某洋行旧址”之名列入第四批济南市文物保护单位。